# بواناخ
شهر بواناخ در ایالت بایرن در کشور آلمان واقع شده است.